# Etruria (Córdoba)
Etruria is een plaats in het Argentijnse bestuurlijke gebied Departamento San Martín in de provincie Córdoba. De plaats telt 3.788 inwoners.